# Ordre de l'Union

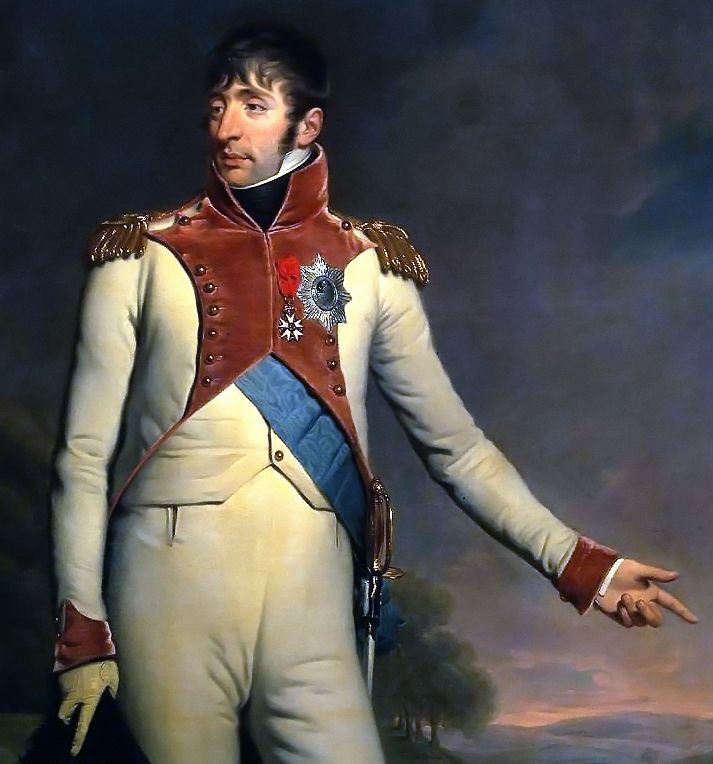
Louis, pourtant la plaque et le cordon de l'ordre de l'Union.

L'ordre de l'Union, en néerlandais Orde van de Unie, est une distinction civile et militaire du royaume de Hollande (1806-1810) créée en 1806 par le roi de Hollande, et frère de Napoléon Ier, Louis Ier. 
Cet ordre disparait à la suite de l'annexion de la Hollande à l'Empire français en 1810, mais il est repris à l'échelle de l'Empire tout entier dans l'ordre de la Réunion, créé par Napoléon à Amsterdam en 1811 et aboli en 1815 par le régime de la Restauration.

## Contexte
Le prince Louis Bonaparte est le plus jeune frère de Napoléon Ier, empereur des Français depuis 1804. 
Le 5 juin 1806, il devient « Sa Majesté Louis-Napoléon, par la grâce de Dieu et la constitution roi de Hollande, connétable de France. » Le royaume de Hollande remplace la République batave (1795-1806), satellite de la République française, puis de l'Empire français, qui elle-même remplaçait la république des Provinces-Unies (1581-1795).
Les Bonaparte vivent à Paris dans les fastes de la cour impériale organisée par Napoléon. Devenu roi, Louis souhaite reproduire une telle cour en Hollande.

## Historique

### Dénominations
Malgré la brièveté de son règne, Louis fait évoluer cette décoration qui a connu six variantes. Malgré cela, les formes juridiques sont globalement stables. Ainsi, malgré des noms différents, ces variantes forment bien un seul et même ordre.
Ses dénominations successives sont :
- ordre de l'Union (Orde van de Unie), 12 décembre 1806 - 13 février 1807 ;
- ordre royal du Mérite (Koninklijke Orde van Verdiensten), 12 décembre 1806 - 13 février 1807 ;
- ordre royal de Hollande (Koninklijke Orde van Holland), 13 février 1807 - 23 novembre 1807 ;
- ordre royal de l'Union (Koninklijke Orde van de Unie), 23 novembre 1807 - 6 février 1808 ;
- ordre royal de l'Union de Hollande (Koninklijke Orde der Unie van Holland), décret du 6 février 1808 ;
- ordre royal de l'Union (Koninklijke Orde van de Unie), 6 février 1808 - 18 octobre 1811.

La création de l'ordre royal de Hollande en 1807 a fait dire à certains auteurs qu'il s'agissait d'un tout autre ordre que les ordres de l'Union et du Mérite. Toutefois, les auteurs comme Schutte, Van Eldik Zelm ou George Sanders soulignent au contraire la continuité. Ils s'appuient sur une lettre au grand chancelier Maarten van der Goes van Dirxland démontrant qu'il s'agit bien d'un même ordre.